# Heinz Teufel (Galerist)
Heinz Teufel (* 2. Oktober 1936 in Stuttgart; † 12. Juli 2007 ebenda) war ein deutscher Galerist für Konkrete Kunst.

## Leben
1966 hat der ausgebildete Schaufenstergestalter Heinz Teufel seine erste Galerie in Koblenz eröffnet. Es folgten bis 1998 mehrere Standorte in Köln, dann Bad Münstereifel-Mahlberg, Dresden, Stuttgart und Berlin.
Teufel zählte bis zu seinem Ruhestand 1998 zu den international renommiertesten Galeristen für Konkrete Kunst und hat am Aufbau einiger der wichtigsten institutionellen und privaten Sammlungen in diesem Bereich mitgearbeitet. Zu den Künstlern, die er vertrat, gehörten Heijo Hangen, Max Bill, Camille Graeser, Adolf Fleischmann, Manfred Mohr, Aurélie Nemours, Jo Delahaut, Zdenek Sykora, Andreas Brandt, Horst Bartnig und andere. 
Heinz Teufel verstarb am 12. Juli 2007 in Stuttgart.
Die private Sammlung von Heinz Teufel und Anette Teufel-Habbel ist im Jahr 2002 in die Bestände des Kunstmuseums Stuttgart eingeflossen und wird dort seit dem 2. Oktober 2009 umfangreich präsentiert.